# よごし
よごしは、砺波市などの富山県西部地域の郷土料理。季節の野菜を茹でて細かく刻み、味噌で炒りつけた料理である。

## 概要
富山県西部地域では、定番のおかずとして定着している料理である。
ダイコンの葉をはじめとして、ナス、「いもじ」と呼ばれるサトイモの葉、干し野菜など、季節に応じていろいろな野菜を茹でてから細かく刻み、味噌と和えて炒めた料理である。味噌の濃い味付けで、白ご飯のお供として世代問わず愛されている。
上述のように季節によって使われる野菜は異なり、これといって使用が定まっている野菜もない。家庭によっては、ゴマ油を少々加えて炒りつけたり、ゴマ、砂糖、唐辛子を加えることもある。

## ほうきんのよごし
ほうきんのよごしとは、「ほうきん」と呼ばれるホウキギの実を使ったよごし。
親鸞の命日に行われる報恩講で提供される精進料理の報恩講料理には必ず出てくる一品である。

## よごしライスバーガー
よごしライスバーガーは、富山県高岡市で2024年に開発された料理。ライスのバンズによごし、チーズ、ベーコンなどをはさんだハンバーガー（ライスバーガー）である。
富山県高岡市商工会青年部が地域の名物を作るために「青春! みらいレシピ」と題して市内の中学生からアイデアを募り、グランプリを獲得したのがよごしライスバーガーである。
考案者は高岡市立中田中学校2年生（2024年時点）の三村杏子。

## 名前の由来
- 夜に作り置きをし、翌日の朝に食べることから「夜越し」の意味で「よごし」と呼ばれる[1]。
- 味噌で野菜を「よごす」ことから[2]。